# Lerchenfelder Straße metróállomás
A bécsi Lerchenfelder Straße metróállomás [Ejtsd: Lerhenfelder Strasze] az U2-es metróvonal egykori állomása Volkstheater és Rathaus között. Helyileg Bécs 1., 7. és 8. kerületének határán helyezkedett el. Az egyik kijárata a Schmerlingplatz felé vezetett, a másik a Lerchenfelderstraße villamosmegállóra, ahol át lehetett szállni a 46-os villamosokra. A megállót 2003. szeptember 27-én üzemen kívül helyezték és a lejáratait lezárták, a villamosok megállóját pedig Auerspergstraße névre keresztelték át.

## Története
Az állomás eredetileg a földalatti villamos (U-Straßenbahn) számára épült. Ekkor még nem gondolták, hogy később metróállomássá fogják alakítani, így a vonalat kéregvezetésűként valósították meg, aminek következménye volt, hogy a házak alá nem fúrhattak. Az utca szélességéhez igazodva azonban egymás mellé csak két sínpárt és egy peront építhettek. Ilyenkor két lehetőség van a megálló elrendezésére. Az egyik, hogy középperonos állomást építenek, aminek a két végén állnak meg a szerelvények, a másik pedig a szétcsúsztatott szélső peronok alkalmazása volt. Mivel a bécsi villamosok többsége már akkor is csak jobb oldalukon rendelkeztek ajtóval csak a szélsőperonos megoldás valósulhatott meg.

1980-ban elkezdték a földalatti villamost átalakítani metróvá, így ez az állomás is átépítésre került. Az átépítést lelassította, hogy kritikusok az U2-es metrót inkább Hernals felé építették volna, de őket megnyugtatták azzal, hogy majd arra felé az újonnan épülő U5-ös metrót fogják vezetni, mely a mai tervek szerint 2023-ra el is fogja érni Hernalst. 

1980. augusztus 30-án végül átadták az U2-es metrót a Schottenring–Karlsplatz szakaszon. Ekkor még Lerchenfelder Straße megállónál is megálltak a szerelvények.

2000 és 2002 között ezt az állomást leszámítva megkezdték az állomások átalakítását felkészülve a hosszabb szerelvények fogadására és az U2 Stadionig történő kiépítésére. Az eredetileg 75 m hosszú Volkstheater állomást a Lerchenfelder Straße irányába 115 méterre hosszabbították, így még kisebb lett a megállók közti távolság. Mivel Lerchenfelder Straße és Volkstheater között fel sem tudtak gyorsulni a metrószerelvények az egyik állomást célszerűnek tartották megszüntetni. A két állomás közül a Volkstheater fontosabb állomás, mivel az U2-es és az U3-as metróvonal közös, csomóponti állomása, melyen át lehet szállni az egyik metróról a másikra; így kizárásos alapon Lerchenfelder Straße került megszüntetésre 2003. szeptember 27-én.

## Galéria

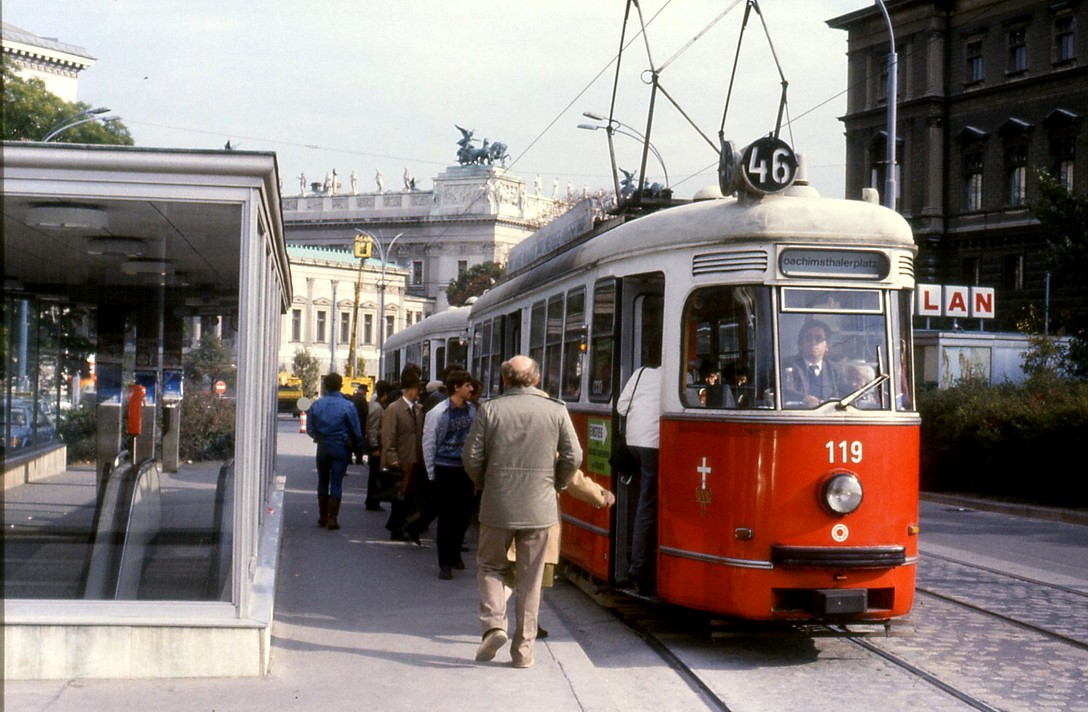
A metróállomás egyik kijárata a villamosállomáshoz futott...
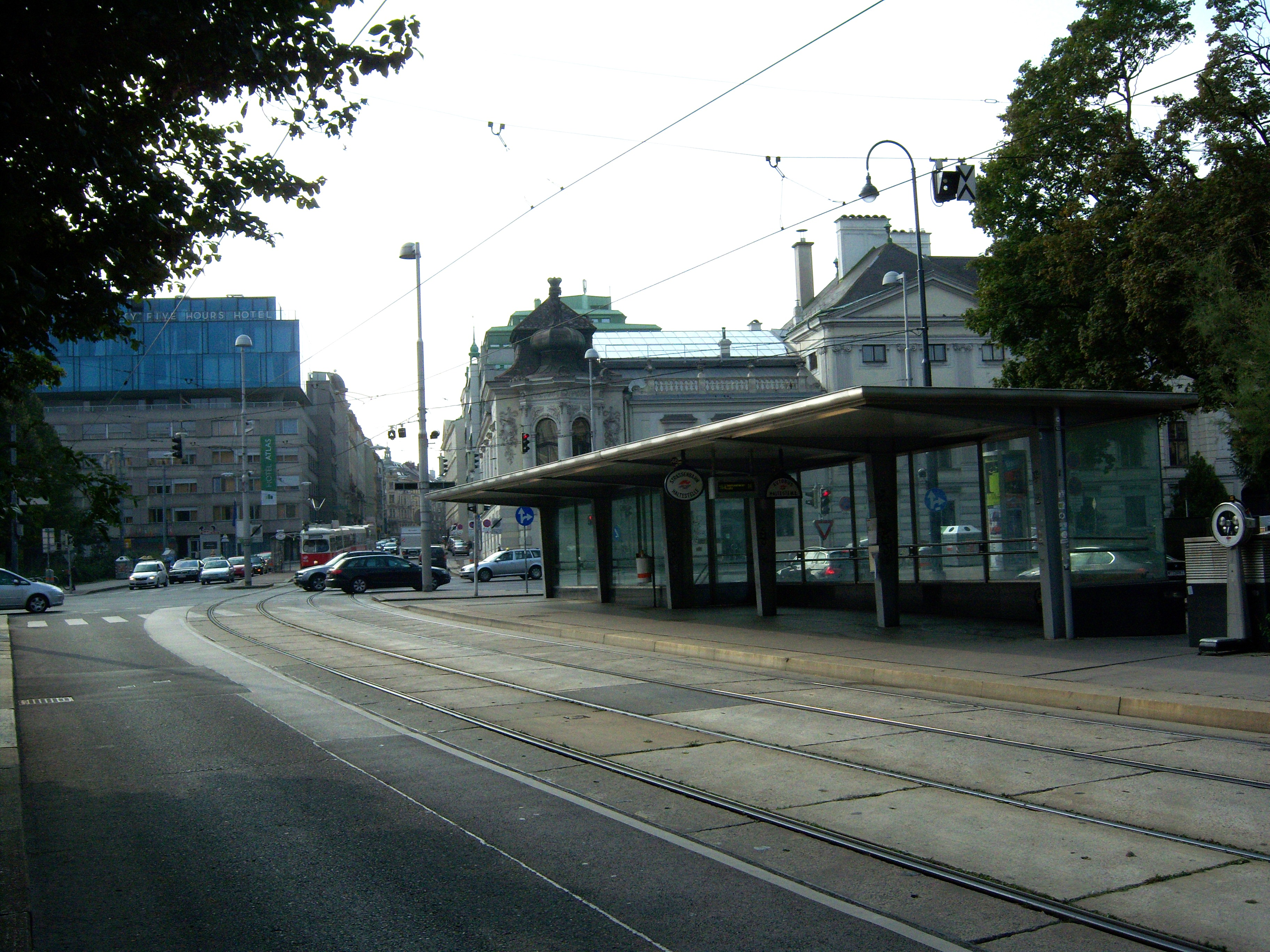
...mely ma Auerspergstraße néven üzemel
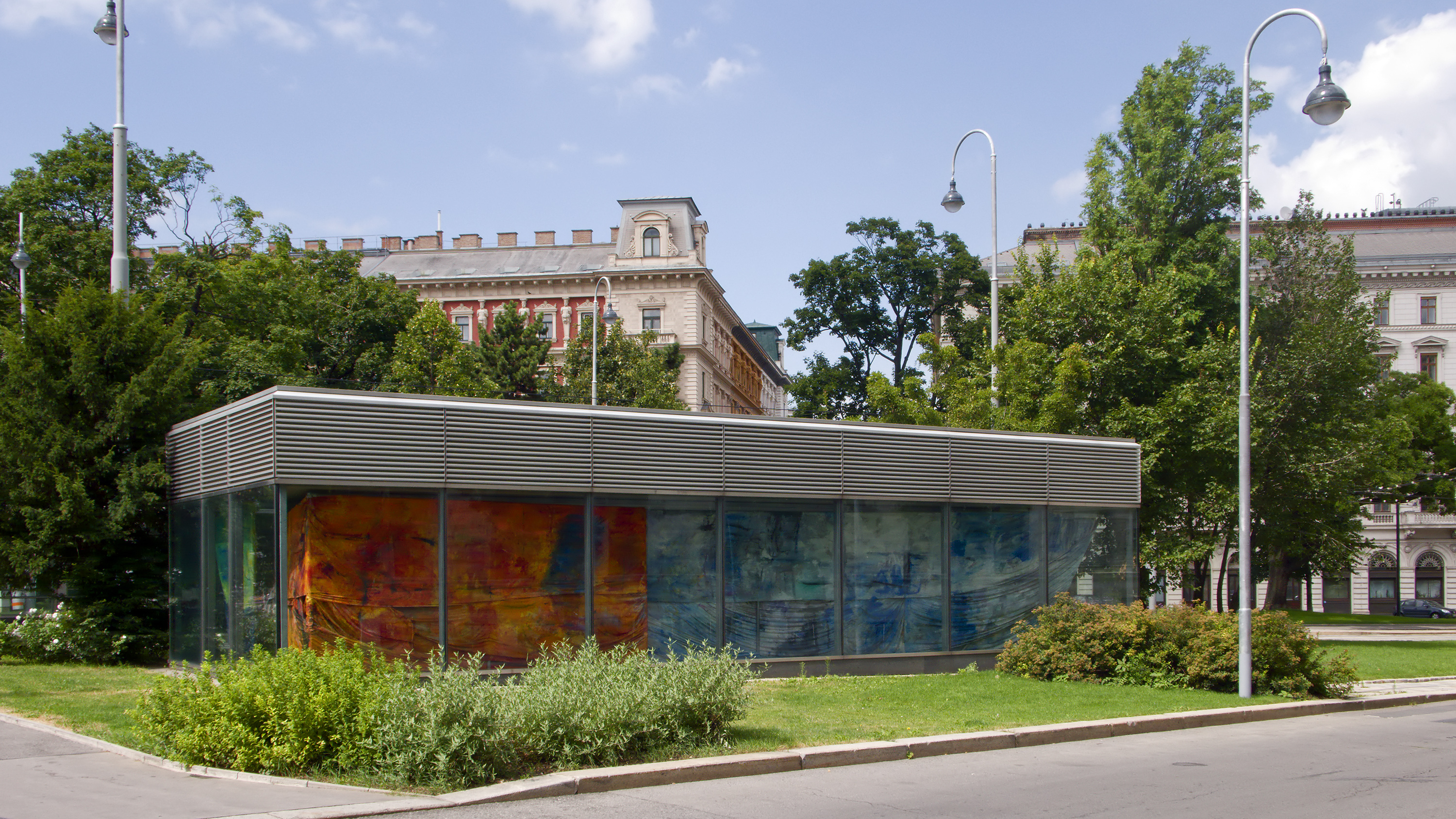
A Schmerlingplatz felé vezető kijárat napjainkban
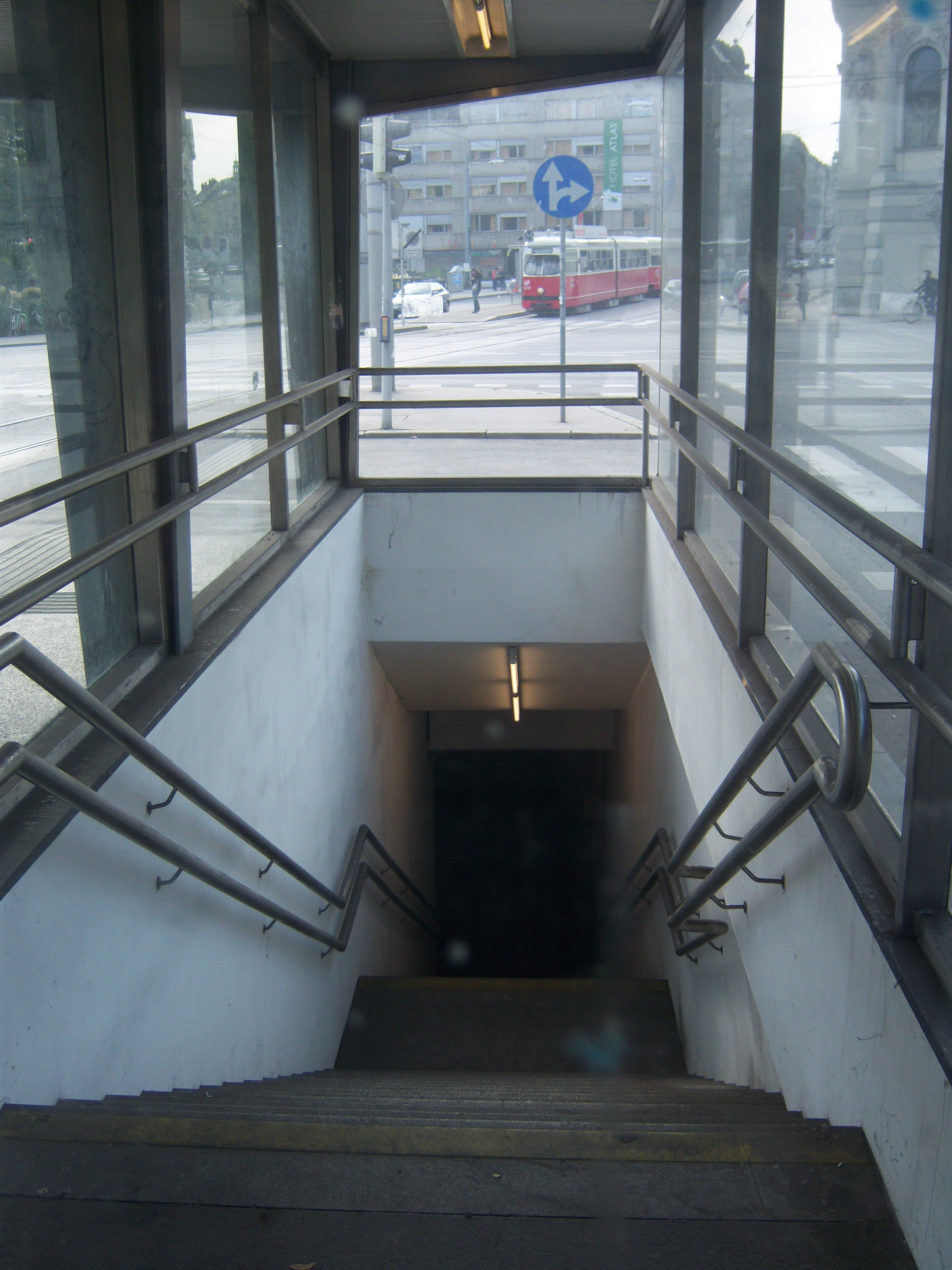
A villamosmegálló felé vezető kijárat a lezáró üvegfal mögül nézve

## Fordítás
- Ez a szócikk részben vagy egészben  az   U-Bahn-Station Lerchenfelder Straße című német Wikipédia-szócikk fordításán alapul.  Az eredeti cikk szerkesztőit annak laptörténete sorolja fel. Ez a jelzés csupán a megfogalmazás eredetét és a szerzői jogokat jelzi, nem szolgál a cikkben szereplő információk forrásmegjelöléseként.